# Sandra Stals
Sandra Stals (Maaseik, 5 juni 1975) is een Belgische voormalige atlete, die gespecialiseerd was in de sprint en de middellange afstand. Haar favoriete afstanden waren de 400 m en 800 m. Ze werd in totaal zestienmaal Belgisch in- en outdoorkampioene in deze disciplines. Ook heeft ze het Belgisch record in handen op de 800 m.

## Loopbaan
Stals begon op negenjarige leeftijd met hardlopen. Haar eerste internationale succes behaalde ze op de EYOD in Brussel door een bronzen medaille te winnen op de 400 m.
Tijdens de Nacht van de Atletiek van 1998 in Hechtel verbeterde ze het Belgisch record van Regine Berg op de 800 m naar 1.58,31. Daarmee plaatste ze zich voor de Europese kampioenschappen later dat jaar in Boedapest. Daar werd ze ontgoochelend uitgeschakeld in de reeksen. Op de Olympische Spelen van 2000 in Sydney vertegenwoordigde ze België op de 800 m. Hierbij sneuvelde ze in de kwalificatieronde met een tijd van 2.02,33.
Naast kinesist was Stals sinds 1 november 2003 beroepsatlete bij Atletiek Vlaanderen. In augustus 2006 zette ze een punt achter haar sportcarrière. Stals trouwde in 2000 met 400 m-loper Kjell Provost en woont in Oostduinkerke.
Stals was bij de jeugd aangesloten bij Atletiekclub Bree en daarna bij Racing Club Gent.

## Nationale kampioenschappen
Outdoor
| onderdeel | jaar                               |
| --------- | ---------------------------------- |
| 400 m     | 1999, 2000, 2001, 2002, 2004, 2005 |
| 800 m     | 1995, 1998, 2003                   |

Indoor
| onderdeel | jaar                   |
| --------- | ---------------------- |
| 400 m     | 1999, 2000, 2004, 2005 |
| 800 m     | 1996, 1998, 2003       |

## Persoonlijke records
Outdoor
| Onderdeel | Prestatie       | Datum            | Plaats   |
| --------- | --------------- | ---------------- | -------- |
| 300 m     | 37,47 s (ex-NR) | 24 juli 1999     | Heverlee |
| 400 m     | 52,15 s         | 18 juli 1999     | Brussel  |
| 600 m     | 1.25,91 (NR)    | 27 augustus 2002 | Luik     |
| 800 m     | 1.58,31 (NR)    | 1 augustus 1998  | Hechtel  |
| 1000 m    | 2.38,47         | 28 augustus 1998 | Brussel  |

Indoor
| Onderdeel | Prestatie    | Datum            | Plaats     |
| --------- | ------------ | ---------------- | ---------- |
| 400 m     | 53,38 s      | 6 februari 2000  | Gent       |
| 800 m     | 2.00,46 (NR) | 20 februari 2000 | Birmingham |
| 1000 m    | 2.39,68 (NR) | 26 februari 2005 | Liévin     |

## Palmares

### 400 m
- 1991:  EYOD in Brussel - 55,31 s
- 1999:  BK indoor AC
- 1999:  BK AC - 52,15 s
- 2000:  BK indoor AC
- 2000:  BK AC - 53,53 s
- 2001:  BK AC - 53,69 s
- 2002:  BK AC - 52,18 s
- 2004:  BK indoor AC
- 2004:  BK AC - 54,88 s
- 2005:  BK indoor AC
- 2005:  BK AC - 53,34 s

### 800 m
Kampioenschappen
- 1995:  BK AC - 2.06,54
- 1996:  BK indoor AC
- 1998:  BK indoor AC
- 1998:  BK AC - 2.01,21
- 1998:  Nacht van de Atletiek - 1.58,31 (NR)
- 1998: 5e in serie EK in Boedapest - 2.02,34
- 2000:  EK indoor in Gent - 2.01,34
- 2000: 4e in serie OS - 2.02,33
- 2002: 6e EK indoor in Wenen - 2.07,33
- 2003:  BK indoor AC
- 2003:  BK AC - 2.06,11
- 2005:  Europacup C in Leiria - 2.04,86

Golden League-podiumplek
- 2000:  Meeting Gaz de France – 2.00,53